# 二碲化镁
二碲化镁是一种无机化合物，化学式为MgTe2，可由镁和碲在670 K按化学计量比反应制得。它是暗灰色固体，具有黄铁矿（FeS2）结构，晶胞参数a=7.025±0.002 Å。它可以迅速水解，在空气中缓慢氧化。